# Торговиця (Городенківська міська громада)
Торго́виця — село в Україні, у Городенківській міській громаді Коломийського району Івано-Франківської області. Повна назва населеного пункту — Торговиця Пільна. До 2020 орган місцевого самоврядування — Торговицька сільська рада.
Кількість мешканців — 1864 осіб.
Відповідно до Розпорядження Кабінету Міністрів України від 12 червня 2020 року № 714-р «Про визначення адміністративних центрів та затвердження територій територіальних громад Івано-Франківської області» увійшло до складу Городенківської міської громади.

## Опис
Село Торговиця розташоване на південь від адміністративного центру громади міста Городенка на віддалі  9-ти  кілометрів.

## Історія
Вперше село згадується в документі 1410 року.
24 листопада 1435 року шляхтич Свансько з Торговиці судився в галицькому суді.
У 1720-х тут діяв загін опришків, очолений ватажком Макаревичем.
У 1885—1886 мешканці села виступали проти шарварків.
У 1921 селяни Торговиці бойкотували перепис населення.

## Населення

### Мова
Розподіл населення за рідною мовою за даними перепису 2001 року:
| Мова            | Кількість | Відсоток |
| --------------- | --------- | -------- |
| українська      | 2116      | 99.62%   |
| російська       | 5         | 0.24%    |
| румунська       | 1         | 0.05%    |
| польська        | 1         | 0.05%    |
| інші/не вказали | 1         | 0.04%    |
| Усього          | 2124      | 100%     |

## Пам'ятники
- Лесю Мартовичу,
- Т. Г. Шевченку,
- могила вояків УПА,
- пам'ятник воїнам односельчанам.
- пам'ятний знак на честь 600-річчя села.

## Пам'ятки місцевого значення

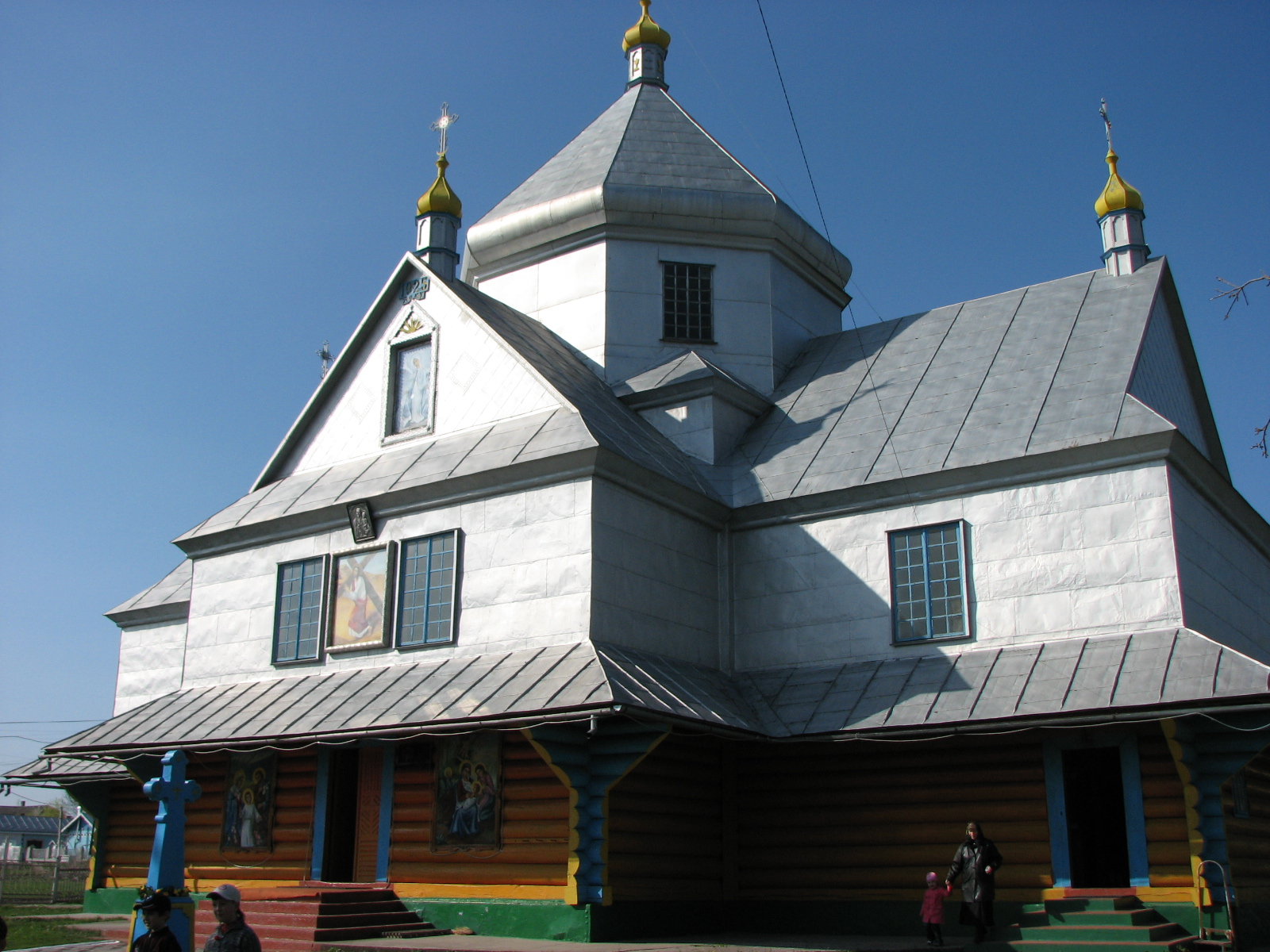
Церква Різдва Пресвятої Богородиці (фото 2009 р.)

- Літературно-меморіальний музей Леся Мартовича (дер.); 19 ст.; реєстр. номер 685.
- Хата музей Леся Мартовича. На вулиці Леся Мартовича
- Церква Різдва Пресвятої Богородиці (дер.); 1924 р.; реєстр. номер 708.

## Соціальна сфера
У Торговиці працює Торговицький ліцей ім. Леся Мартовича Городенківської міської ради, клуб, бібліотека, літературно-меморіальний музей Леся Мартовича.

## Економіка
Основні сфери зайнятості: приватні підприємства, зайнятість на цегельному заводі, ведення індивідуального господарства, державні установи, 37 % — заробітчанство. 
Нa території села на даний час функціонує: база по переробці та фасуванню соняшника «Хрустунчик»  (працює 50 чоловік); база по переробці та фасуванню соняшника «Горобчик» (40 чоловік); цегельний завод (65 чоловік); — 3 фермерські господарства.

## Відомі люди

### У селі народилися
- Абрагамович Давид (1839–1926) — громадсько-політичний діяч вірменського походження.
- Лук-Лукашевич Антін (1872–1936) — громадсько-політичний діяч Буковини, радник двору, посол до Державної Ради АвстріоУгорщини, посол до Парламенту і Сенату королівської Румунії.
- Мартович Лесь (1871–1916) — український письменник та громадський діяч.
- Марчук Василь Васильович (* 1961) — український політолог і письменник.

## Галерея

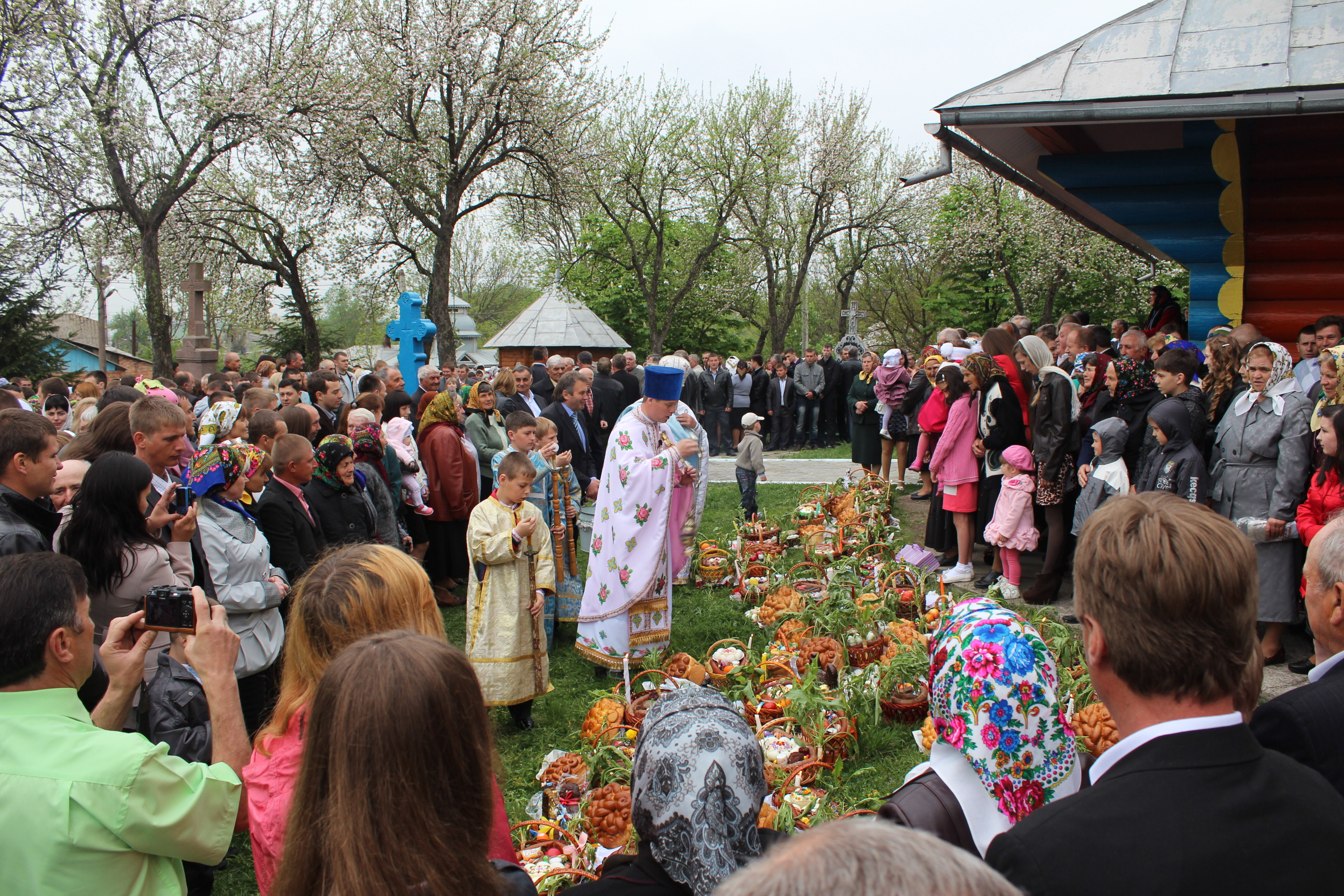
Великдень 2013 року
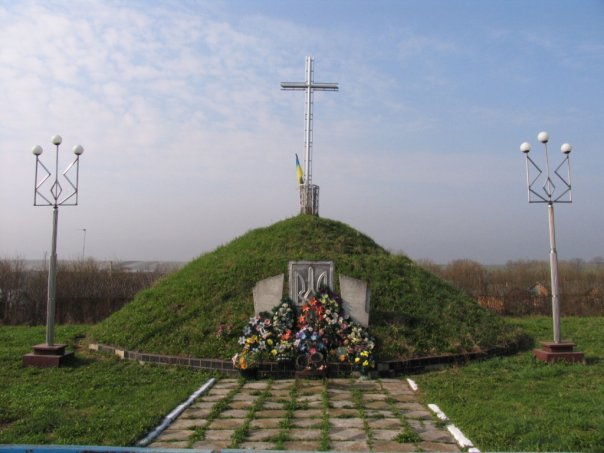
Могила воїнам УПА
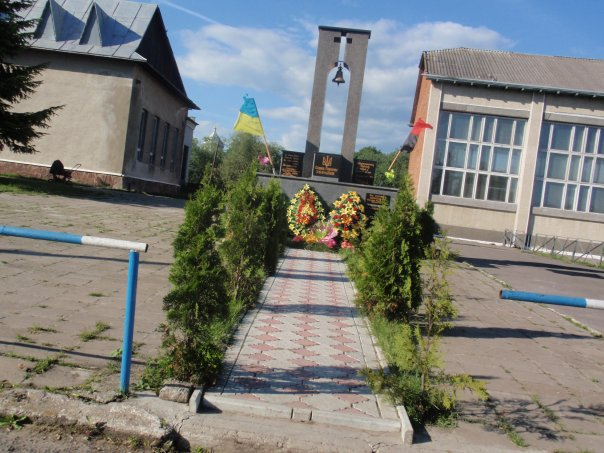
Пам'ятний дзвін воїнам односельчанам
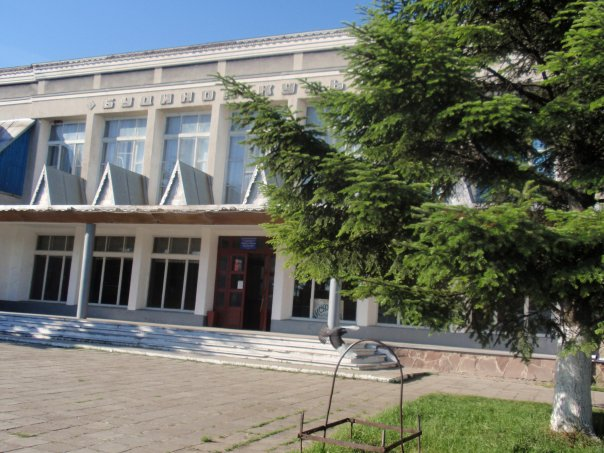
Сільський будинок культури
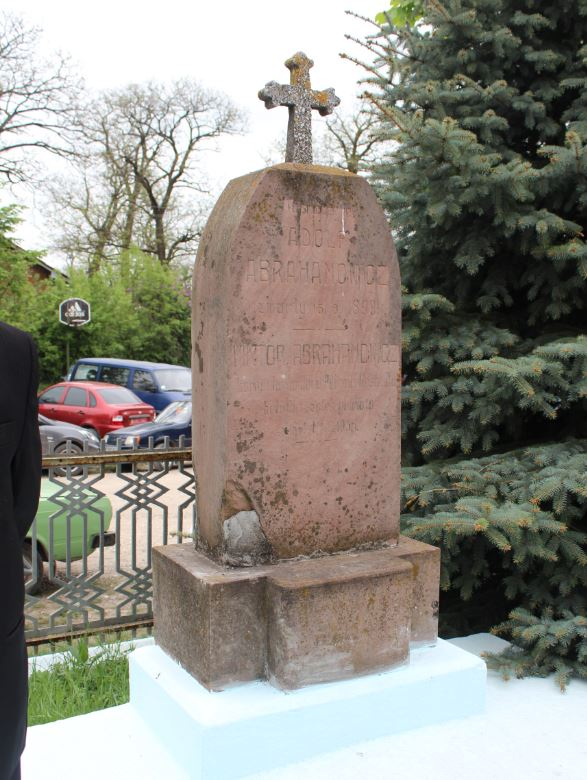
Могила Адольфа та Віктора Абрагамовичів